# Platón Sánchez (Veracruz)
Platón Sánchez es una localidad del estado mexicano de Veracruz. Es cabecera del municipio de Platón Sánchez.

## Demografía
| Censo | Población |
| ----- | --------- |
| 1900  | 1 541     |
| 1910  | 1 744     |
| 1921  | 2 038     |
| 1930  | 2 021     |
| 1940  | 2 156     |
| 1950  | 2 647     |
| 1960  | 4 127     |
| 1970  | 5 367     |
| 1980  | 9 018     |
| 1990  | 9 701     |
| 1995  | 10 009    |
| 2000  | 9 953     |
| 2005  | 10 353    |
| 2010  | 10 758    |
| 2020  | 11 233    |